# Peter Fähnrich
Peter Fähnrich (* 15. Dezember 1943) ist ein ehemaliger Tischtennisnationalspieler der DDR. Er wurde dreimal DDR-Meister und zwölfmal Mannschaftsmeister.

## Erfolge
Fähnrich gehörte in den 1960er und 1970er Jahren zu den besten Spielern der DDR. Mit dem BSG Außenhandel Berlin gewann er von 1970 bis 1982 zwölfmal die DDR-Mannschaftsmeisterschaft, lediglich 1976 wurde das Team Zweiter.
1970 und 1972 wurde Fähnrich DDR-Meister im Mixed mit Doris Hovestädt, 1975 holte er den Titel im Doppel mit Bernd Raue. Dazu kamen acht weitere Endspielteilnahmen: 1967, 1968 und 1977 im Einzel, 1967 und 1971 im Mixed mit Doris Hovestädt sowie im Doppel 1965 (mit Bernd Pornack), 1973 (mit Heinz Schneider) und 1974 (mit Bernd Raue).
Der DDR-Verband nominierte Fähnrich 1964 für die Europameisterschaft und 1965 für die Weltmeisterschaft, wo er mit dem DDR-Team Platz 15 erreichte.

## Behinderung
1989 wurde Fähnrich von einem Motorradfahrer angefahren. Dabei wurde Fähnrichs rechter Unterschenkel so schwer verletzt, dass er in der Folge gehbehindert war. Seitdem trat er bei Turnieren für Behinderte auf und erzielte zahlreiche Erfolge. Mehrmals gewann er die deutsche Meisterschaft im Einzel und im Mannschaftswettbewerb. 2000 wurde er Deutscher Meister im Doppel, 1999 holte er mit dem Team bei der Europameisterschaft Bronze und erreichte im Einzel Platz vier. 1996 startete er bei den Paralympics in Atlanta und gewann dort in der Leistungsgruppe 9 10 mit der Mannschaft eine Bronzemedaille. Dafür wurden er und alle deutschen Medaillengewinner mit dem Silbernen Lorbeerblatt ausgezeichnet. Er war auch 2002 Teilnehmer  an der Behinderten-Weltmeisterschaft in Taiwan.
Nach dem Unfall spielte Fähnrich bei den Vereinen MTTV Violetta (Bezirksliga) (um 1997), Paralympischer SC Berlin (etwa 2001 bis etwa 2005), SV Bau-Union Berlin (um 2008), ab 2009 bei TTV Friedrichsfelde.

## Turnierergebnisse
| Verband | Veranstaltung     | Jahr | Ort       | Land | Einzel | Doppel    | Mixed     | Team |
| ------- | ----------------- | ---- | --------- | ---- | ------ | --------- | --------- | ---- |
| GDR     | Weltmeisterschaft | 1965 | Ljubljana | YUG  | Qual   | letzte 16 | letzte 64 | 15   |